# Cochranella castroviejoi
Cochranella castroviejoi és una espècie de granota que viu a Veneçuela.